# 斯洛博丹·博什坎
斯洛博丹·博什坎（羅馬化：Slobodan Boškan，1975年8月18日—），塞尔维亚前男子排球运动员。他曾代表南联盟参加2000年夏季奥林匹克运动会排球比赛，结果获得一枚金牌。